# Camaracoto
Camaracoto (Kamarakoto, Kamaracoto), pleme američkih Indijanaca iz južne Venezuele, ogranak Pemona, srodni po jeziku i kulturi Arekunama i Taulipangima (Taurepan), porodica Cariban. Govore dijalektom jezika pemon, zbog čega se i smatraju njihovim ogrankom. Oko 800 u južnoj Venezueli, južno od Auyán-tepúia i susjednom Brazilu.

## Vanjske poveznice
- Pemon
- A Carib (Kamarakoto) Myth from Venezuela